# Beauchampiella eudactylota
Beauchampiella eudactylota är en hjuldjursart som först beskrevs av Gosse 1886.  Beauchampiella eudactylota ingår i släktet Beauchampiella och familjen Euchlanidae. Arten är reproducerande i Sverige. Inga underarter finns listade i Catalogue of Life.